# オーデンセ・ライトレール
オーデンセ・ライトレール（デンマーク語: Odense Letbane）は、デンマークの都市・オーデンセに存在する路面電車（ライトレール）。2022年に最初の路線が開通しており、同年現在はオーデンセ市が路線・施設を所有し、ケオリスによって列車の運営・施設の管理が行われている。

## 歴史
デンマーク第三の都市・オーデンセでは、今後の更なる発展の一環として、大学病院の建設や大学の拡張など郊外地域の整備や新たな都市開発が進められている。これらの郊外地域と都市中心部や鉄道駅を結ぶ公共交通機関の導入および自動車の混雑緩和を目的として、オーデンセでは2008年以降路面電車（ライトレール）の導入が検討されるようになった。2011年にオーデンセ市議会にて全会一致で建設が承認され、経路の正式な決定を経て2015年から建設作業が始まった。
計画当初は2020年末の開業を予定していたが新型コロナウイルス感染症（COVID-19）の影響を始めとした延期が重なり、営業運転を開始したのは2022年5月28日となった。

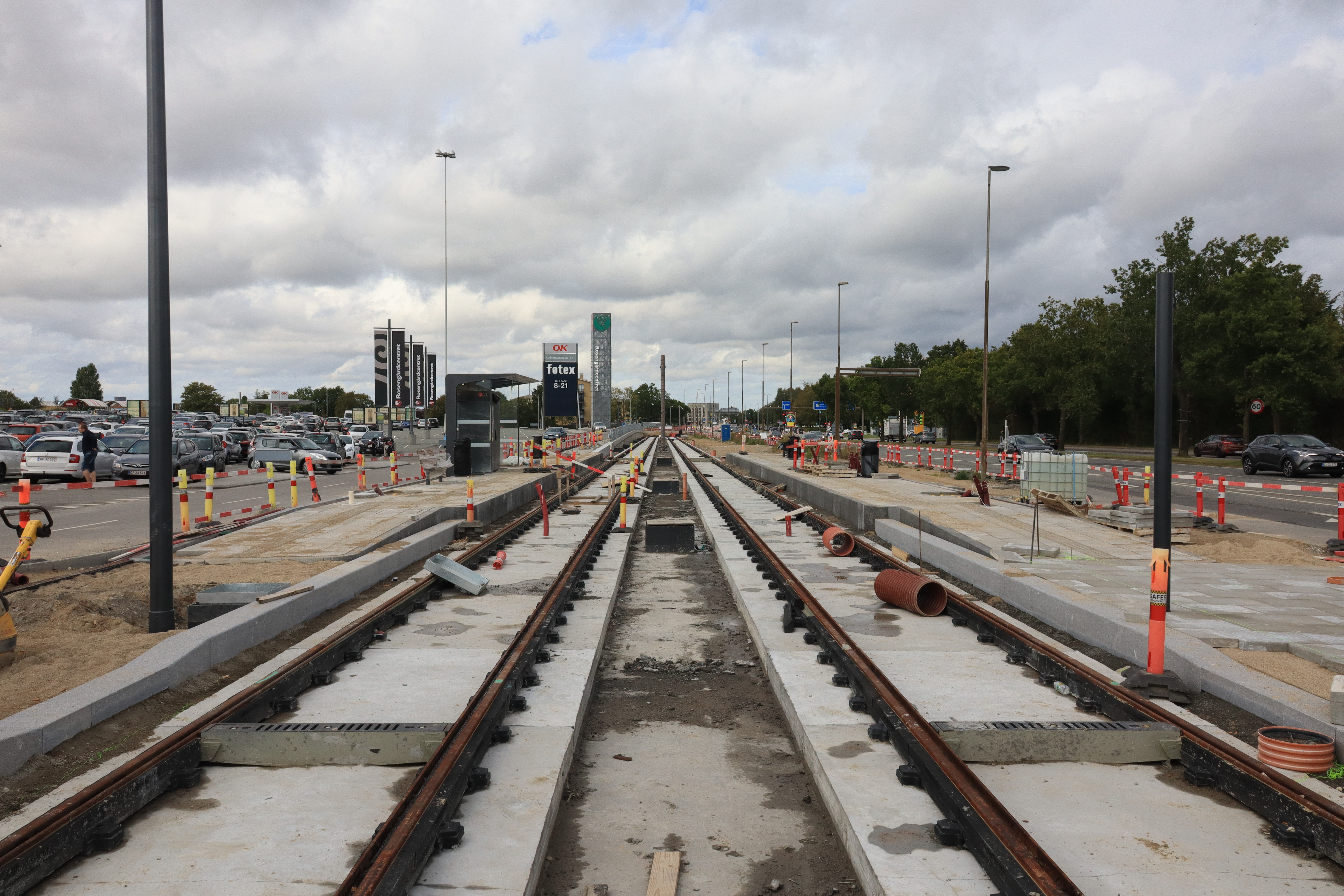
建設中のライトレール（2019年撮影）
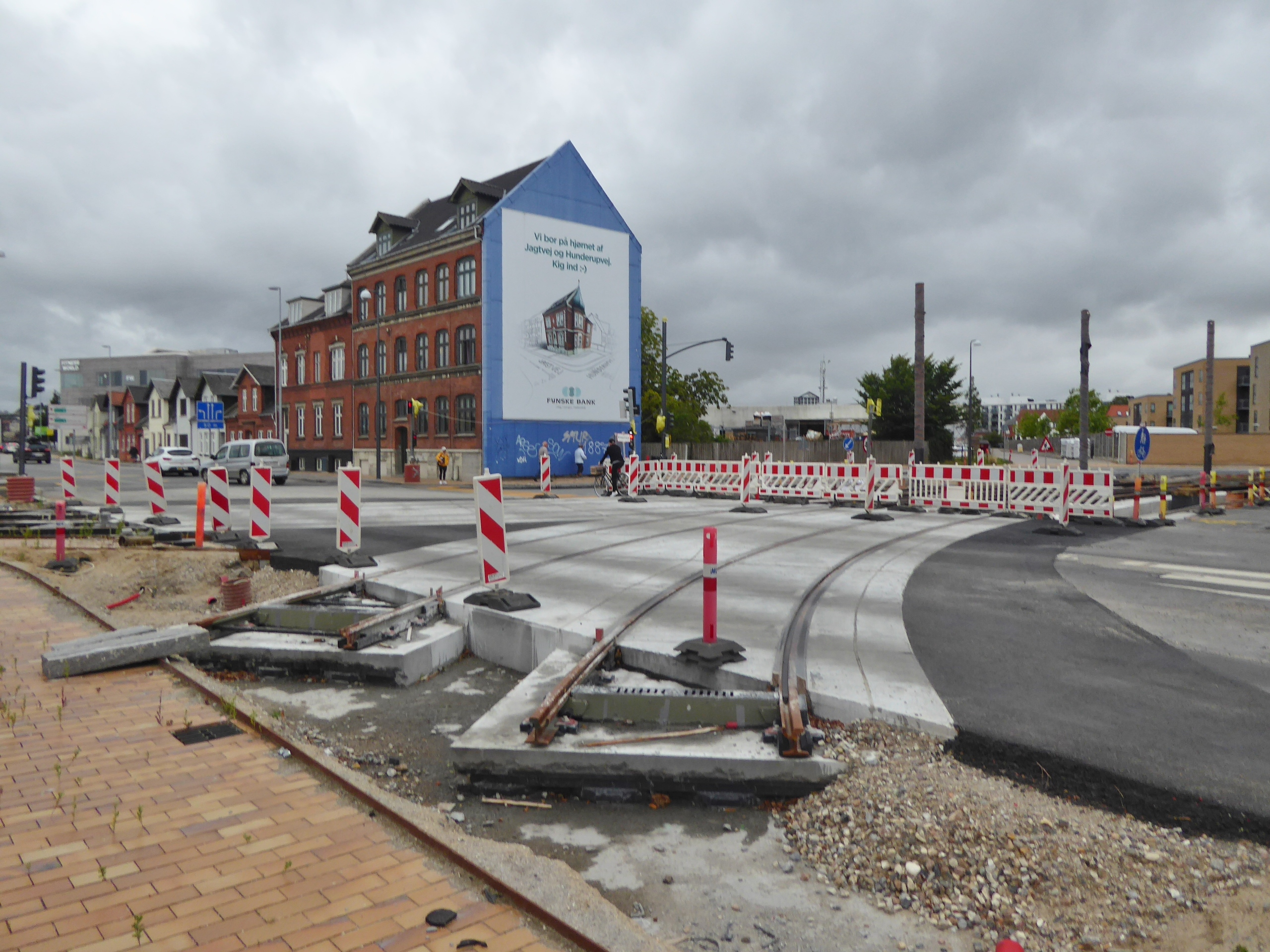
建設中のライトレール（2020年撮影）
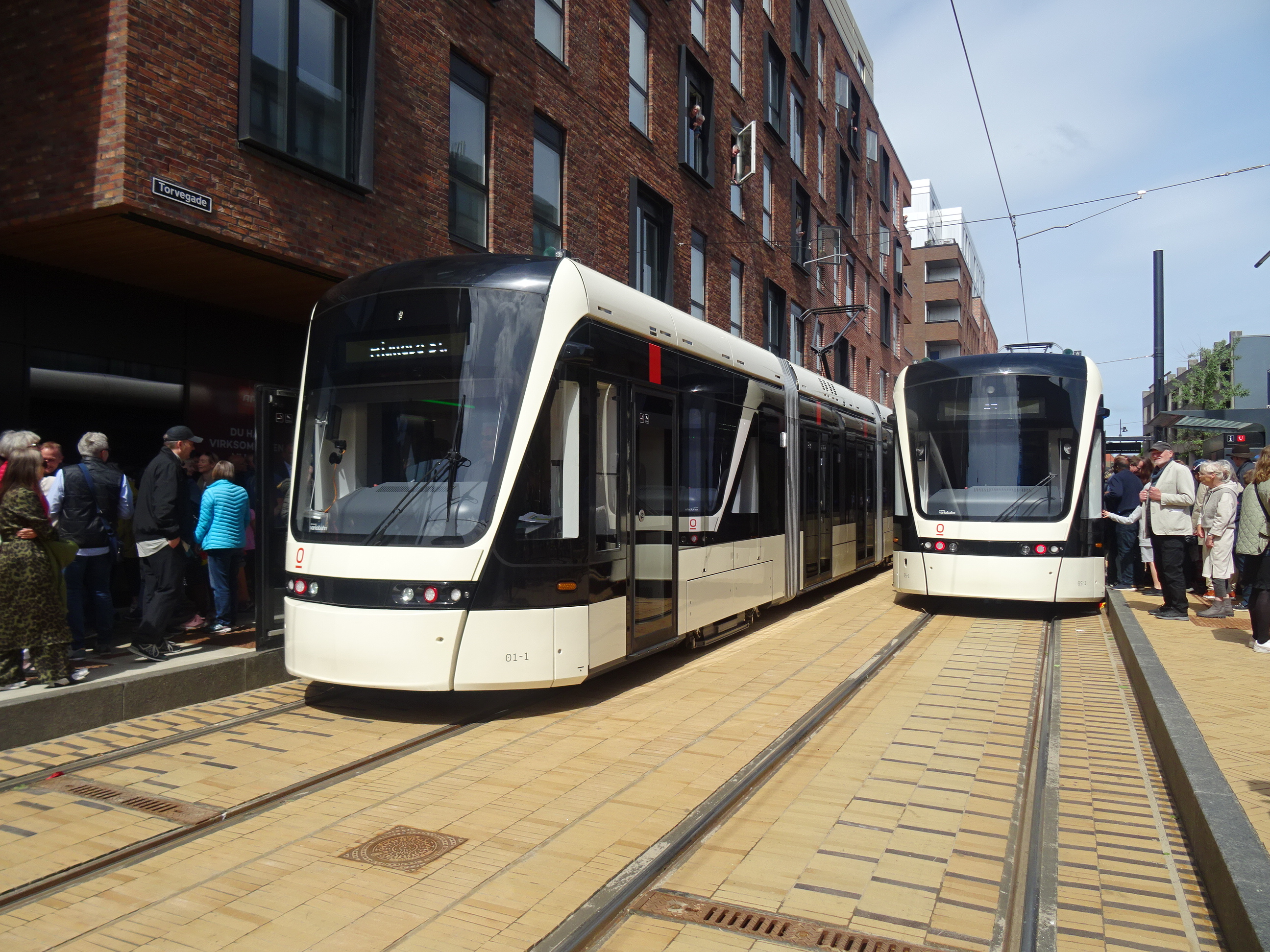
開通初日のライトレール（2022年5月28日撮影）

## 路線
2023年現在、オーデンセ・ライトレールは北西部のタラップ中央電停（Tarup Center）と南部のヤッレゼ駅電停（Hjallese Station）を結ぶ以下の区間で営業運転を行っている。電停の総数は26箇所だが、SDU南 / 病院北電停（SDU Syd / Hospital Nord）と病院南電停（Hospital Syd）は2023年3月時点で全列車が通過しており、近隣の病院が開業次第列車が停車する事になっている。運行間隔は平日の7時 - 18時は7.5分間隔、それ以外の時間帯や週末は10分もしくは15分間隔である。
| 写真 | 電停名                  | 所要時間 | 接続交通機関                             | 備考・参考                   |
| ---- | ----------------------- | -------- | ---------------------------------------- | ---------------------------- |
|      | Tarup Center            | 0分      | 路線バス                                 |                              |
|      | Højstrup                | 1分      |                                          |                              |
|      | Idrætsparken            | 3分      |                                          |                              |
|      | Bolbro                  | 5分      | 路線バス                                 |                              |
|      | Vesterbro               | 7分      |                                          |                              |
|      | Vestre Stationsvej      | 9分      |                                          |                              |
|      | Kongensgade             | 10分     |                                          |                              |
|      | Odense Banegård         | 11分     | デンマーク国鉄 アリーヴァ(鉄道) 路線バス | オーデンセ駅と接続           |
|      | ODEON                   | 13分     |                                          |                              |
|      | Albani Torv             | 15分     |                                          |                              |
|      | Benedikts Plads         | 17分     | 路線バス                                 |                              |
|      | Palnatokesvej           | 18分     |                                          |                              |
|      | Østerbæksvej            | 20分     | 路線バス                                 |                              |
|      | Korsløkke               | 21分     | 路線バス                                 |                              |
|      | Ejerslykke              | 23分     |                                          |                              |
|      | Rosengårdcentret        | 24分     | 路線バス                                 |                              |
|      | IKEA                    | 25分     |                                          |                              |
|      | Bilka                   | 27分     | 路線バス                                 |                              |
|      | Cortex Park             | 28分     |                                          |                              |
|      | Campus Odense           | 29分     |                                          |                              |
|      | SDU                     | 31分     |                                          |                              |
|      | SDU Syd / Hospital Nord | -        |                                          | 2023年4月時点で全列車が通過  |
|      | Hospital Syd            | -        |                                          | 2023年4月時点で全列車が通過  |
|      | Parkering Odense Syd    | 35分     | 路線バス                                 | パークアンドライド施設と隣接 |
|      | Hestehaven              | 37分     |                                          |                              |
|      | Hjallese Station        | 39分     | アリーヴァ(鉄道)                         | ヤッレゼ駅と接続             |

## 車両

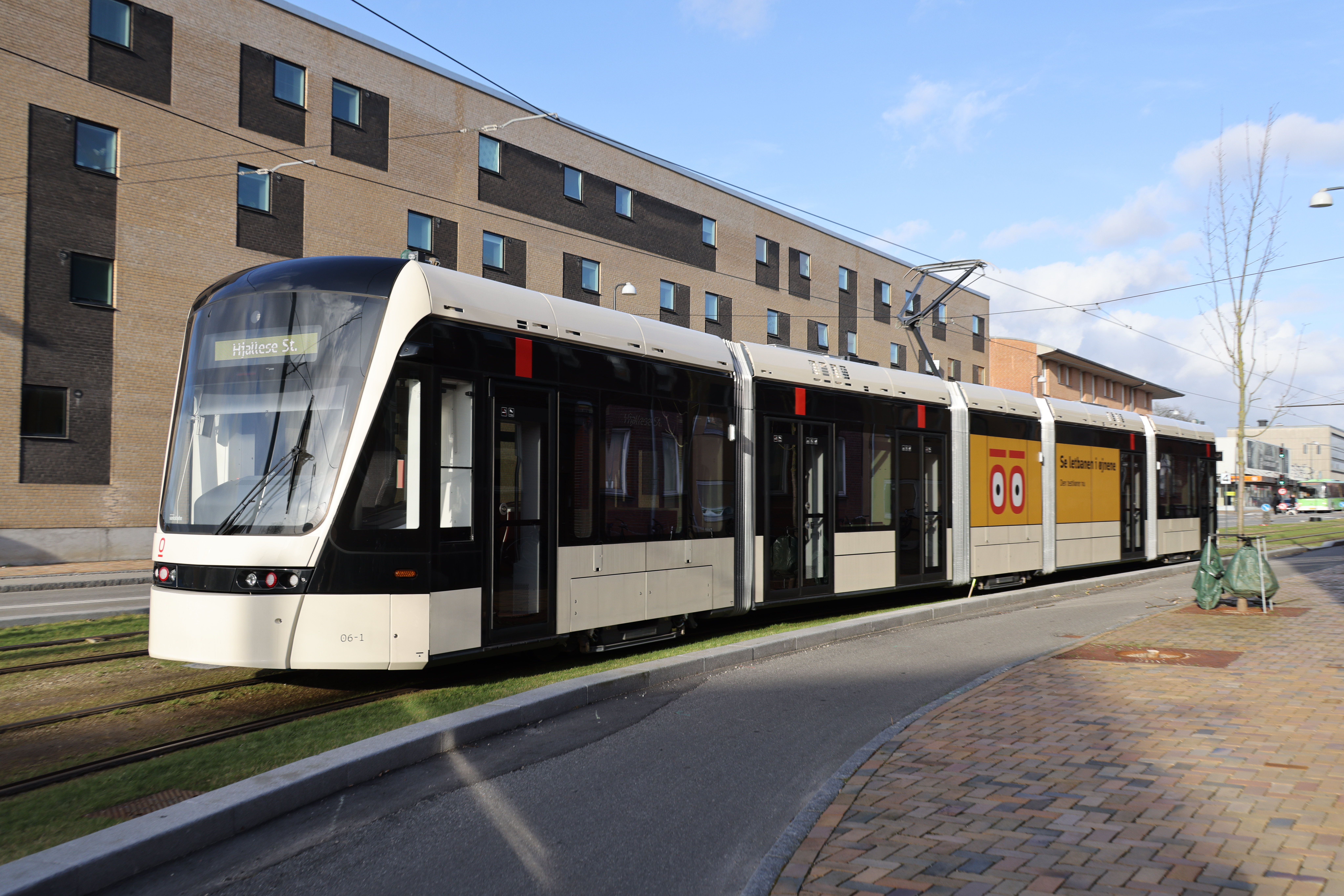
バリオバーン（2022年撮影）

オーデンセ・ライトレールで使用されている車両は、シュタッドラー・レールが展開する路面電車車両のバリオバーンである。モジュール構造を採用した車体を有する両運転台・両方向型、全長29,2 mの5車体連接車で、車内全体が床上高さを下げた低床構造となっている。また、車内には冷暖房が完備されている他、通路も広くとられており移動の容易さが図られている。最高速度は70 km/hである。開通に合わせた発注は2017年に行われ、2023年現在は16両が在籍する。主要諸元は以下の通り。

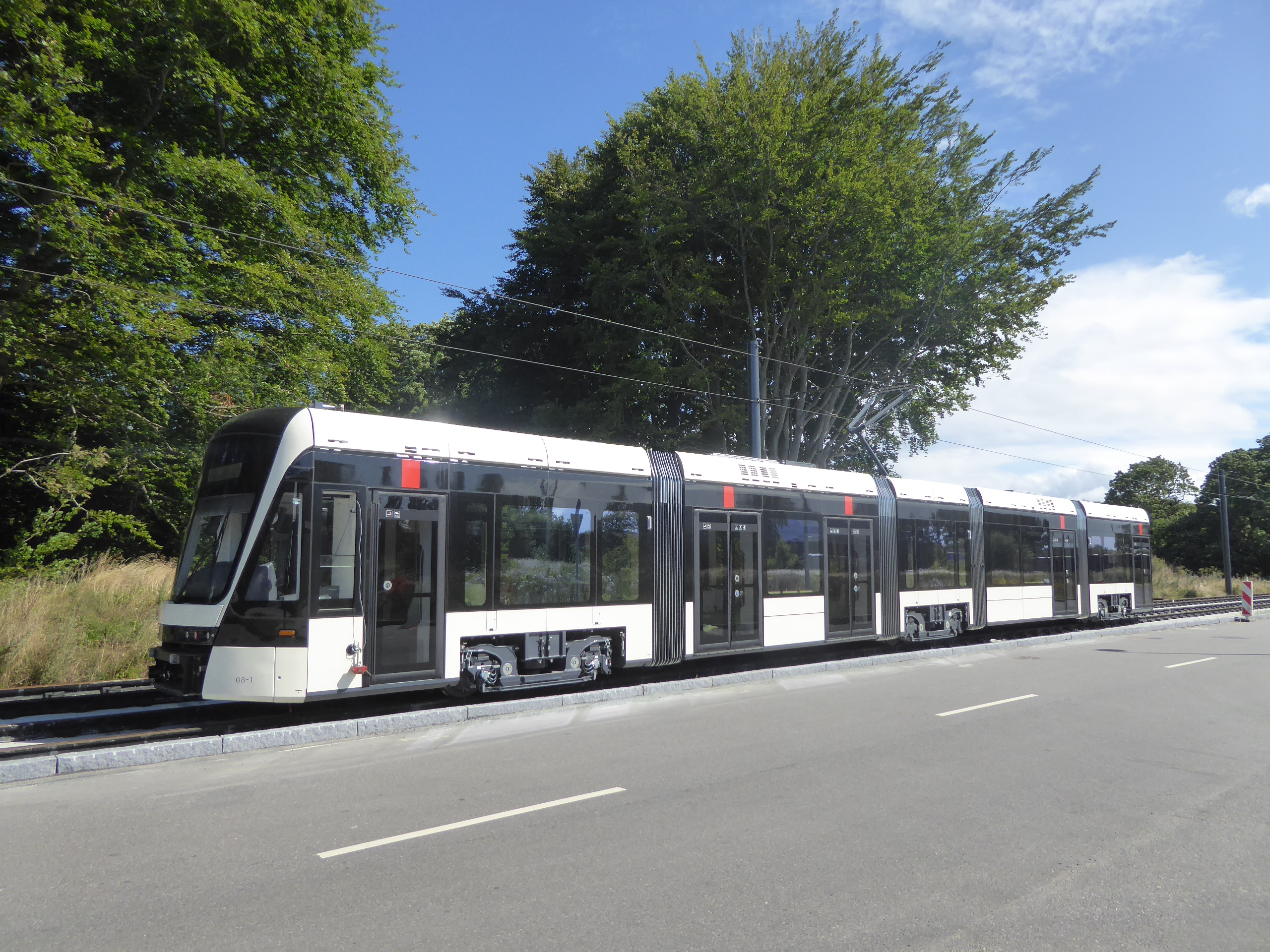
試運転中のバリオバーン（2020年撮影）

| 5車体連接車 | 16両 | 両運転台 | 70km/h | 29,200mm | 2,650mm | 40.8t | 60人 | 193人 | [ 3 ] [ 6 ] [ 10 ] |

## 今後の予定
オーデンセ・ライトレールの路線計画には、2023年時点で開通している「第1段階」（etape 1）の路線に加え、そこから分岐する2つの支線（全長9.2 km）で構成される「第2段階」（etape 2）が存在する。2011年の計画承認時に将来的な計画としてこれらの支線の必要性が提言され、2013年に本格的な路線の検討が行われた後、建設開始に向けた事業が進められている。第2段階にあたる支線は以下の路線で構成される。
- 北東支線（Nordøstlig forgrening） - クロスロッケ電停（デンマーク語版）（Korsløkke）から分岐しセデン南（Seden Syd）方面へ向かう路線。
- 南部支線（Sydlig forgrening） - ヴェスターブロ電停（デンマーク語版）（Vesterbro）から分岐しオーデンセ動物園（Odense Zoo）方面へ向かう路線。

## 関連項目

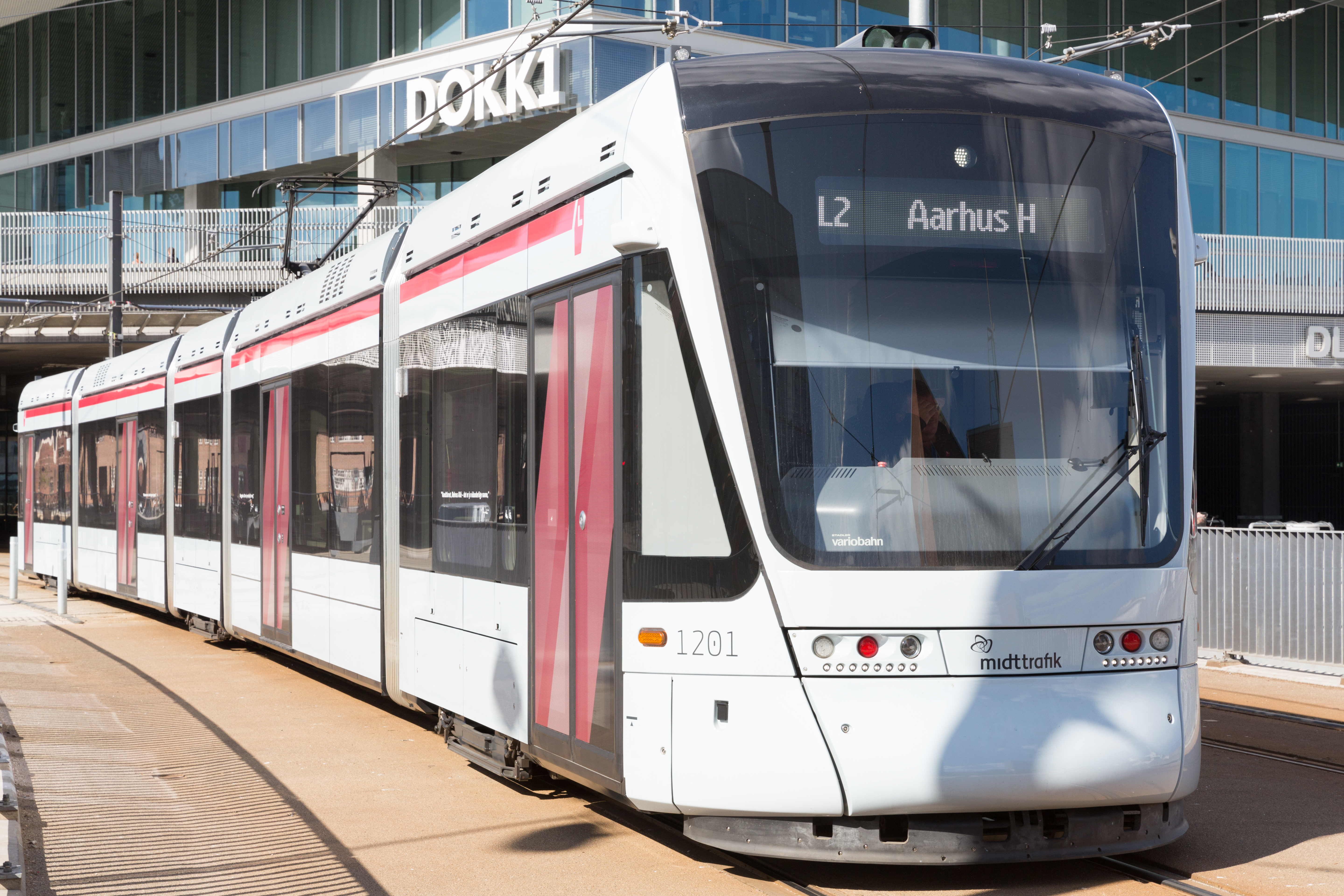
オーフス・ライトレール（2018年撮影）